# هواد إبراهيم عبد الحميد
هواد إبراهيم عبد الحميد (مواليد 1948) هو ملاكم سوداني، مثّل بلاده في الألعاب الأولمبية الصيفية 1968.

## روابط خارجية
هواد إبراهيم عبد الحميد على موقع أوليمبيديا (الإنجليزية)